# Bắc Ukraina

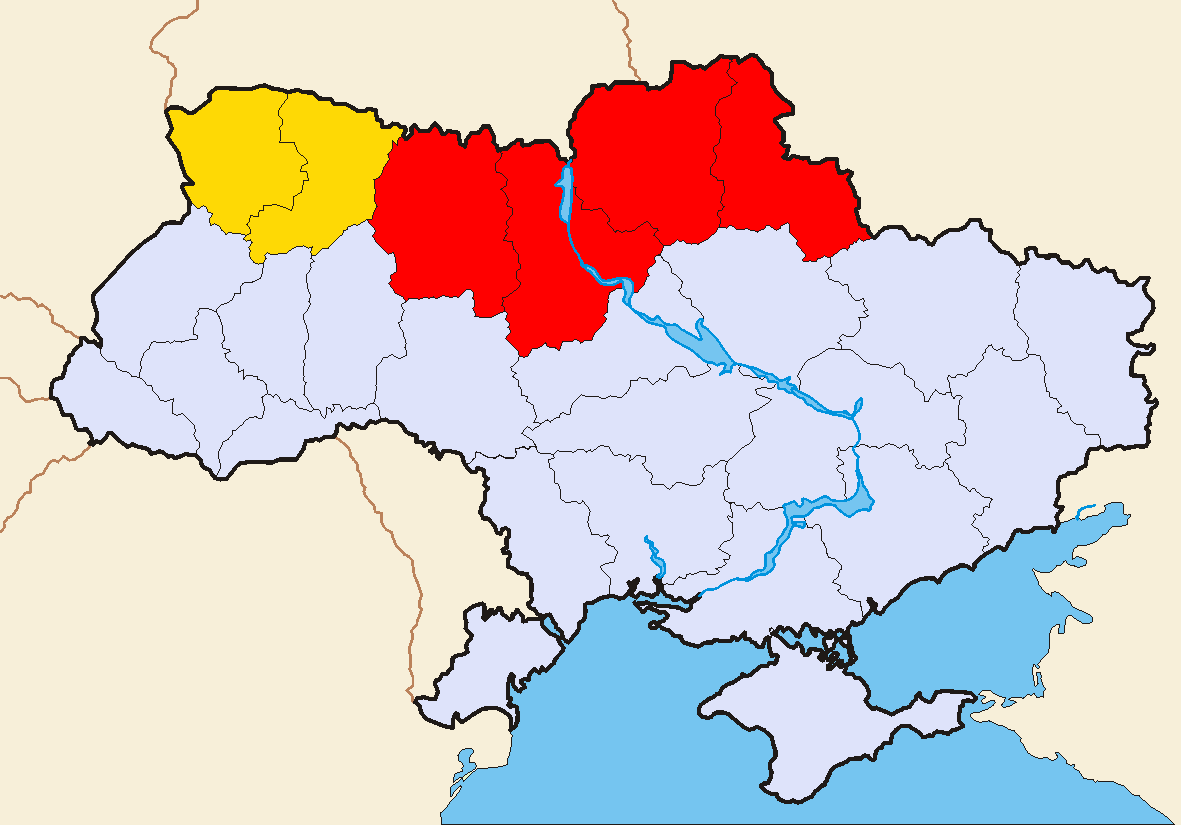
Các khu vực được bao gồm trong Bắc Ukraina:
luôn luôn
đôi khi

Bắc Ukraina (tiếng Ukraina: Північна Україна) là một khu vực văn hóa và lịch sử của Ukraina bao gồm các tỉnh Zhytomyr, Kyiv (cùng với thành phố Kyiv), Chernihiv, thường gồm tỉnh Sumy, và đôi khi gồm các tỉnh Volyn và Rivne.
Đây là một khu vực có tầm quan trọng về văn hóa, tôn giáo và công nghiệp cao cấp, thủ đô của Ukraina là thành phố Kyiv nằm trên lãnh thổ của nó. Các thành phố có tầm quan trọng khu vực trong khu vực này là Chernihiv, Zhytomyr, Sumy và các thành phố khu vực — Bila Tserkva, Pereyaslav, Berezan, Boryspil, Brovary, Vasylkiv, Fastiv, Irpin, Slavutych, Romny, Glukhiv, Shostka, Nizhyn, Pryluky, Trostyanets.
Sự gần gũi với biên giới Belarus để lại dấu ấn trong thành phần dân tộc của khu vực. Có khá nhiều người Belarus trong dân số. Ngoài ra còn có nhiều người Do Thái (ở vùng Kyiv), người Ba Lan (ở vùng Zhytomyr). Kyiv cũng là một thành phố đa dân tộc. Trên lãnh thổ của khu vực Bắc Ukraina, tiếng Nga và tiếng Ukraina được sử dụng để giao tiếp, cũng như ngôn ngữ hỗn hợp Nga-Ukraine (surzhik). Các phần Tây Bắc (Podolia) của khu vực trước đây chịu ảnh hưởng của tiếng Belarus.
Ở Bắc Ukraina có tuyến đường sắt Tây Nam, tên của nó là một lời nhắc nhở về vị trí thuộc địa cũ của Ukraina đối với Moskva. Cái tên này được thiết lập vững chắc và duy trì trạng thái này, kể cả trong 25 năm đầu tiên Ukraina độc lập chính trị khỏi Nga. Nghịch lý địa lý “tây nam hướng bắc” được bàn tán trong nhiều tin bài.